# Sigmodontomys
Sigmodontomys là một chi động vật có vú trong họ Cricetidae, bộ Gặm nhấm. Chi này được J. A. Allen miêu tả năm 1897. Loài điển hình của chi này là Sigmodontomys alfari J. A. Allen, 1897.

## Các loài
Chi này gồm các loài: